# Hecuba
Ecuba (in latino Hecuba) è una cothurnata perduta dello scrittore romano Lucio Accio. Traeva ispirazione dalle vicende di Ecuba, narrate nel ciclo troiano.